# Lézignan
Lézignan – miejscowość i gmina we Francji, w regionie Oksytania, w departamencie Pireneje Wysokie.
Według danych na rok 1990 gminę zamieszkiwało 431 osób, a gęstość zaludnienia wynosiła 168 osób/km² (wśród 3020 gmin regionu Midi-Pyrénées Lézignan plasuje się na 646. miejscu pod względem liczby ludności, natomiast pod względem powierzchni na miejscu 1679.).